# Тарвасту
Та́рвасту (ест. Tarvastu küla) — село в Естонії, у волості Вільянді повіту Вільяндімаа.

## Населення
Чисельність населення на 31 грудня 2011 року становила 95 осіб.

## Історія
З 19 грудня 1991 до 25 жовтня 2017 року село входило до складу волості Тарвасту.